# 대한민국 제18대 대통령 선거 제주특별자치도
이 문서는 대한민국 제18대 대통령 선거의 제주특별자치도 지역 개표 결과이다.

## 개표 결과

### 제주시
|  | 49.74% |

|  | 49.71% |

|  | 0.23% |

|  | 0.19% |

|  | 0.06% |

|  | 0.03% |

### 서귀포시
|  | 52.47% |

|  | 46.83% |

|  | 0.32% |

|  | 0.21% |

|  | 0.08% |

|  | 0.06% |

## 전체 결과
|  | 50.46% |

|  | 48.95% |

|  | 0.26% |

|  | 0.20% |

|  | 0.07% |

|  | 0.04% |

새누리당 박근혜 후보가 과반이 넘는 50.46%의 득표율을 기록하면서 제주특별자치도에서 신승을 거두었다.
민주통합당 문재인 후보는 48.95%의 득표율로 2위를 차지했다.

### 주요 후보 결과
| 지역     | 박근혜  | 박근혜 | 문재인  | 문재인 |
| 지역     | 득표수  | 득표율 | 득표수  | 득표율 |
| -------- | ------- | ------ | ------- | ------ |
| 제주시   | 119,563 | 49.71% | 119,622 | 49.74% |
| 서귀포시 | 46,621  | 52.47% | 41,613  | 46.83% |

제주시와 서귀포시에서 1위를 달성한 후보가 다르게 나타났다. 제주시에서는 문재인 후보가 100표차 이내의 접전 끝에 신승을 거두었으며 서귀포시에서는 박근혜 후보가 5%p 이상의 득표율 격차를 벌리면서 넉넉하게 승리했다.

## 같이 보기
- 대한민국 제18대 대통령 선거